# Solicitor
Solicitor ist in den Rechtssystemen des  Vereinigten Königreichs, der Republik Irland, einigen kanadischen und australischen Bundesstaaten sowie anderen Commonwealth-Staaten die Bezeichnung für eine von zwei verschiedenen Kategorien von Rechtsanwälten. In diesen Rechtssystemen ist die Anwaltschaft also in zwei Gruppen unterteilt, und es ist entweder unmöglich oder zumindest in der Praxis unüblich, dass derselbe Anwalt beiden Kategorien gleichzeitig angehört (sog. split profession).

## Solicitor und Barrister
Solicitors sind die Anlaufstelle für außergerichtliche Beratung bei Rechtsproblemen aller Art. Sie erteilen rechtlichen Rat, entwerfen und gestalten Verträge und Testamente, nehmen notarielle Funktionen wahr, vertreten ihre Mandanten außergerichtlich, bereiten Prozesse vor und können diese vor niederen Gerichten auch führen. Sie können herkömmlich aber nicht vor höheren Gerichten auftreten.
Abzugrenzen sind Solicitors („Advokat“) insbesondere von Barristers („Prokurator“), die mit der Vornahme gerichtlicher Handlungen beauftragt werden. In der Praxis erfolgt die Einschaltung des Barristers meist durch einen Solicitor, der zuvor in der Sache beratend tätig war. Der Solicitor bereitet die weitere Bearbeitung des Falls für den Barrister vor.
Die Ausbildung dieser zwei Formen rechtsanwaltlicher Tätigkeit ist unterschiedlich. Nach einem theoretischen rechtswissenschaftlichen Studium mit dem Abschluss LL.B. muss sich der Absolvent entscheiden, ob er die Laufbahn eines Solicitor oder eines Barrister anstreben möchte. Ein Solicitor benötigt den Legal Practice Course (LPC), während der Barrister den Bar Professional Training Course (BPTC) benötigt, bevor er zur Anwaltschaft zugelassen werden kann („to become a member of the Bar“).

## Die Entwicklung im Berufsrecht
Neuere Rechtsentwicklungen im Berufsrecht im Vereinigten Königreich brechen diese Trennung zum Teil auf, sodass auch Solicitors bereits in einigen Fällen gerichtlich tätig werden können. Das Berufsbild des solicitor advocate berechtigt auch zur Vornahme von Prozesshandlungen vor ausgewählten (in Schottland: vor allen) höheren Gerichten. Auch auf das vormals nur bewährten Barristers vorbehaltene Richteramt können sich inzwischen Solicitors bewerben.

## Europäisches Unionsrecht
Rechtsanwälte aus der Europäischen Union, die mindestens drei Jahre lang das Recht des Vereinigten Königreichs einschließlich des Europäischen Unionsrechts praktiziert hatten, konnten nach der Richtlinie 98/5/EG die Zulassung zum englischen Solicitor beantragen, ohne eine weitere Eignungsprüfung hierzu ablegen zu müssen. Nach dem EU-Austritt ist die Richtlinie ab dem 1. Januar 2021 im Vereinigten Königreich nicht mehr anwendbar.

## Solicitor in den USA
Auch im Rechtswesen der Vereinigten Staaten gibt es den Solicitor. Seine Tätigkeit ist dort aber eine andere als in England oder Wales. In den USA wird in manchen Staaten ein Justizbeamter oder ein leitender Staatsanwalt als Solicitor bezeichnet, während auf Bundesebene damit ein leitender Jurist in manchen Bundesministerien gemeint ist.

## Weitere Länder
Neben den genannten Ländern wird die Berufsbezeichnung Solicitor traditionell in weiteren Ländern genutzt, die früher zum British Empire gehörten. Solicitors können in ihrem Fachbereich unter Umständen auch in Deutschland tätig werden, so Solicitors aus Ghana, Malaysia oder Singapur. Das kanonische Recht der katholischen Kirche sieht heute noch die Aufgaben eines Prozessbevollmächtigten (procurator) und eines Anwalts (advocatus) vor. Der Anwalt entspricht in seiner Rolle grundsätzlich dem Solicitor und berät Parteien rechtlich, kann keine Prozesshandlungen vornehmen, aber mit Plädoyers vor Gericht auftreten.